# Close (álbum de Kim Wilde)
Close es el sexto álbum de estudio de Kim Wilde, publicado en 1988. Producido por Ricky Wilde y Tony Swain, Close incluye la participación de Kim como compositora en ocho de las diez canciones, además de la última canción que le escribieron Marty y Ricky Wilde, más una versión de Todd Rundgren. 
El primer sencillo fue Hey Mister Heartache que contaba la colaboración de Junior Giscombe, y aunque tuvo éxito, este fue superado ampliamente por el siguiente sencillo You Came que llegó al Top 10 en muchos países.
Never Trust A Stranger y Four Letter Word también llegaron al Top 10 en Reino Unido, y el último sencillo fue Love In The Natural Way.
El álbum se convirtió en el de mayor éxito de Wilde, estando entre los más vendidos en Reino Unido, Escandinavia, Austria, Alemania, y otros países europeos con un total de 2 millones de unidades en todo el mundo.
Coincidiendo con la publicación del disco, Kim participó como artista invitada en la gira Bad Tour de Michael Jackson por Europa.

## Lista de canciones
1. "Hey Mister Heartache" - 4:40
2. "You Came" - 4:35
3. "Four Letter Word" - 4:04
4. "Love in the Natural Way" - 4:20
5. "Love's a No" - 4:20
6. "Never Trust a Stranger" - 4:07
7. "You'll Be the One Who'll Lose" - 4:33
8. "European Soul" - 5:23
9. "Stone" - 4:44
10. "Lucky Guy" - 2:41

- Pista adicional: "Hey Mister Heartache" (12" versión)